# The Hell Song
The Hell Song – drugi singiel Sum 41 z albumu Does This Look Infected?. Tekst piosenki opowiada o przyjacielu grupy, który zaraził się wirusem HIV. 
Teledysk do utworu przedstawia teatrzyk lalek (każda lalka zawiera twarz jednego z muzyków grupy, którzy grają utwór naprzeciwko ekranu typu Lite-Brite). W czasie teledysku do zespołu dołączają lalki takich postaci jak Snoop Dogg, Ozzy Osbourne, Marilyn Manson, Korn, Metallica, Eddie the Head, Gene Simmons, Spice Girls, Angus Young, Jezus Chrystus i Ludacris. 
Utwór został użyty w filmie American Pie: Wesele. Znalazła również zastosowanie w reklamie promującej film Straszny film 2 emitowanej przez brytyjską telewizję G.O.L.D.

## Spis utworów

### Wydanie brytyjskie
1. The Hell Song (album version)
2. The Hell Song (radio edit)

### Wydanie amerykańskie
1. The Hell Song (No-spit Intro)
2. The Hell Song (Spit Intro)